# Palacio de Justicia del Condado de Thurston (Nebraska)
El Palacio de Justicia del Condado de Thurston es un edificio de arquitectura victoriana, en Pender, Nebraska. También ha sido conocido como 2nd Thurston County Courthouse y Pender School. Se construyó como escuela en 1895 y se convirtió en palacio de justicia en 1927. El arquitecto J.F. Reynolds de Sioux City, Iowa, diseñó la conversión.
Fue incluido en el Registro Nacional de Lugares Históricos en 1990.